# Zheng Feifei
Dans ce nom chinois, le nom de famille, Zheng, précède le nom personnel.
Pour les articles homonymes, voir  Zheng.
Zheng Feifei, née le 8 juin 1996 à Handan (Hebei), est une haltérophile handisport chinoise concourant en +86 kg. Après deux médailles d'argent mondiales (2017, 2019), elle remporte le titre paralympique en 2021.

## Carrière
Elle est née avec une dislocation de la hanche.
Lors des Jeux de 2020, Zheng remporte la médaille d'argent derrière la Nigériane Folashade Oluwafemiayo. Aux Mondiaux en décembre, elle soulève 133 kg pour obtenir l'argent une nouvelle fois derrière la Nigériane Oluwafemiayo. Elle avait déjà obtenu le même métal aux Mondiaux 2017 à Mexico.